# Lithophyllum crodelioides
Lithophyllum crodelioides Boudouresque é o nome botânico ilegítimo de uma espécie de algas vermelhas pluricelulares do gênero Lithophyllum, família Corallinaceae.
- São algas marinhas encontradas na ilha de Córsega.

## Sinonímia
- Não apresenta sinônimos.